# Hearthstone: Naxxramas átka
A Hearthstone: Heroes of Warcraft, vagy egyszerűen Hearthstone, egy free-to-play gyűjtögetős kártyajáték, melyet a Blizzard Entertainment fejleszt.
2015 májusában a regisztrált Hearthstone fiókok száma meghaladta a 30 milliót.

## Játékmenet
A játékmenet a hagyományos gyűjtögetős kártyajátékok mintájára épül. Két  játékosnak van egy-egy harminc lapot számláló paklija, ezekből húznak a játék elején 3-3 lapot, a második játékos kap még egy lapot, és kap egy bónusz kártyát, a „The Coin”-t (magyarul: „az érme”). Ezután minden körben egy lapot húznak a paklijukból . Minden kör elteltével eggyel több manát kapnak, amelyeknek segítségével kijátszhatnak lényeket, varázslatokat és fegyvereket. A lapoknak három értéke van: mennyi manába kerül, mekkorát képes sebezni, és összesen mennyi sebzést képes elviselni. A kártyáknak lehetnek egyéb tulajdonságai is, például további sebzést biztosíthat más lények számára. Ezután a cél az ellenfél hős mind a harminc életpontjának a lesebzése.

## A Hearthstone első kaland módja: Curse of Naxxramas (Naxxramas átka)
A Hearthstone egy nagyon sok részből álló játék. Van benne egyjátékos mód, és ehhez három végigjátszható szárny, van  lehetőség egymás ellen játszani casual vagy ranked módban, és van a móka kedvéért egy kocsmai verekedés nevű egyedi lehetőség is, mely minden héten más szabályok megváltoztatásával teszi izgalmassá a játékmenetet.
Az első kaland módot a Curse of Naxxramas-t szeretném részletesen bemutatni.

### Naxxramas 5 szárnyra van bontva
A szárnyak sorban: Arachnid Quarter, Plague Quarter, Military Quarter, Construct Quarter és Frostwyrm Lair.

### Naxxramas árai
Az első szárny ingyenes volt a megjelenési esemény alatt (2014. szeptember 30-áig). Szárnyak egyenként: 5,99 EUR (4,99 GBP) VAGY 700 Gold. Öt szárny megvásárlása (ez csak akkor lehetséges, ha kimaradtál a megjelenési eseményből): 21,99 EUR (17,49 GBP). Négy szárny együttes megvásárlása:17,99 EUR (13,99 GBP). Három szárny együttes megvásárlása: 13,99 EUR (11,49 GBP). Két szárny együttes megvásárlása: 8,99 EUR (6,99 GBP).

## Kártyák
A kaland móddal 30 új kártyát lehet megszerezni: 
Minden ellenség legyőzéséért jár egy kártya (összesen 15 kártya)
Minden szárny teljesítéséért egy legendary kártya a (összesen 5 kártya)
Kasztkihívások teljesítéséért egy kasztspecifikus kártyát lehet szerezni (összesen 9 kártya)
Naxxramas teljesítése (1 kártya)

## Kaszt kihívások

### Druid
Poison Seeds: A Druid kasztkihívásának a teljesítése utána kapod meg.
Győzd le Grand Widow Faerlina-t!

### Hunter
Webspinner: A Hunter kasztkihívásának a teljesítése utána kapod meg.
Győzd le Loatheb-et!

### Mage
Duplicate: A Mage kasztkihívásának a teljesítése utána kapod meg.
Győzd le Heigan the Unclean-t!
Fontos: A secret-ek saját körben NEM aktiválódnak! Tehát ha támadsz az egyik lényeddel és az ebbe belehal, akkor nem fog aktiválódni a secret, csakis akkor, ha az ellenfeled öli meg.

### Paladin
Avenge: A Paladin kasztkihívásának a teljesítése utána kapod meg.
Győzd le Kel'Thuzad-ot!

### Priest
Dark Cultist: A Priest kasztkihívásának a teljesítése utána kapod meg.
Győzd le Thaddius-t!

### Shaman
Reincarnate:A Shaman kasztkihívásának a teljesítése utána kapod meg.
Győzd le Gothik the Harvester-t!

### Rogue
Anub'ar Ambusher: A Rogue kasztkihívásának a teljesítése utána kapod meg.
Győzd le Maexxna-t!

### Warlock
Voidcaller: A Warlock kasztkihívásának a teljesítése utána kapod meg.
Győzd le (The Four Horsemen)-t!

### Warrior
Death's Bite: A Warrior kasztkihívásának a teljesítése utána kapod meg.
Győzd le Grobbulus-t!

### Naxxraamas kártyák
A játékban kapható lapok
| név                | ár("mana") | sebzés | élet | tulajdonság                                                                                       |
| ------------------ | ---------- | ------ | ---- | ------------------------------------------------------------------------------------------------- |
| Anub'ar Ambusher   | 4          | 5      | 5    | Deathrattle: Visszateszi egy véletlenszerűen kiválasztott lényedet a kezedbe.                     |
| Avenge             | 1          | 0      | 0    | Secret: Amikor az egyik lényed meghal, egy másik véletlenszerűen kiválasztott lényed +3/+2-t kap. |
| Baron Rivendare    | 4          | 1      | 7    | A lényeidnek kétszer aktiválódnak a Deathrattle-jei.                                              |
| Dancing Swords     | 3          | 4      | 4    | Deathrattle: Az ellenfeled húz egy lapot.                                                         |
| Dark Cultist       | 3          | 3      | 4    | Deathrattle: Egy véletlenszerűen kiválasztott lényednek +3 Életet ad.                             |
| Death's Bite       | 4          | 4      | 0    | Deathrattle: Sebez 1-et az összes lénynek.                                                        |
| Deathlord          | 3          | 2      | 8    | Taunt. Deathrattle: Az ellenfeled letesz egy lényt a paklijából a harctérre.                      |
| Duplicate          | 3          | 0      | 0    | Secret: Amikor az egyik lényed meghal, 2 másolata kerül a kezedbe.                                |
| Echoing Ooze       | 2          | 1      | 2    | Battlecry: A kör végén megidézi önmagának a PONTOS másolatát.                                     |
| Feugen             | 5          | 4      | 7    | Deathrattle: Ha Stalagg már meghalt ezen a meccsen, akkor megidézi Thaddius-t.                    |
| Haunted Creeper    | 2          | 1      | 2    | Deathrattle: Megidéz két 1/1-es Spectral Spider-t.                                                |
| Kel'Thuzad         | 8          | 6      | 8    | Minden kör végén megidézi az összes lényedet, melyek meghaltak ebben a körben.                    |
| Loatheb            | 5          | 5      | 5    | Battlecry: Az ellenfél spell-jei 5-tel többe kerülnek a következő körben.                         |
| Mad Scientist      | 2          | 2      | 2    | Deathrattle: A paklidból a harctérre tesz egy Secret-et.                                          |
| Maexxna            | 6          | 2      | 8    | Elpusztít bármely lényt, amit ez a lény megsebzett.                                               |
| Nerub'ar Weblord   | 2          | 1      | 4    | A Battlecry-al rendelkező lények 2-vel többe kerülnek.                                            |
| Nerubian           | 3          | 4      | 4    | Nerubian Egg által megidézett lény.                                                               |
| Nerubian Egg       | 2          | 0      | 2    | Deathrattle: Megidéz egy 4/4-es Nerubian-t.                                                       |
| Poison Seeds       | 4          | 0      | 0    | Elpusztítja az összes lényt és 2/2-es Treant-okat idéz meg helyettük.                             |
| Reincarnate        | 2          | 0      | 0    | Elpusztít egy lényt, majd visszahozza az életbe sértetlenül.                                      |
| Shade of Naxxramas | 3          | 2      | 2    | Stealth. A köröd elején +1/+1-et kap.                                                             |
| Slime              | 1          | 1      | 2    | Sludge Belcher által megidézett lény.                                                             |
| Sludge Belcher     | 5          | 3      | 5    | Taunt. Deathrattle: Megidéz egy 1/2-es Slime-ot Taunt-tal.                                        |
| Spectral Knight    | 5          | 4      | 6    | Nem lehet célpontja Spell-eknek vagy Hero Power-eknek.                                            |
| Spectral Spider    | 1          | 1      | 1    | Haunted Creeper által megidézett lény.                                                            |
| Stalagg            | 5          | 7      | 4    | Deathrattle: Ha Feugen már meghalt ezen a meccsen, akkor megidézi Thaddius-t.                     |
| Stoneskin Gargoyle | 3          | 1      | 4    | A köröd elején ez a lény meggyógyítja önmagát.                                                    |
| Thaddius           | 10         | 11     | 11   | Feugen és/vagy Stalagg által megidézett lény.                                                     |
| Treant             | 1          | 2      | 2    | Poison Seeds által megidézett lény.                                                               |
| Undertaker         | 1          | 1      | 2    | Amikor megidézel egy lényt Deathrattle-el, ez a lény +1 Támadást kap.                             |
| Unstable Ghoul     | 2          | 1      | 3    | Taunt. Deathrattle: Sebez 1-et az összes lénynek.                                                 |
| Voidcaller         | 4          | 3      | 4    | Deathrattle: Egy véletlenszerűen kiválasztott démont a kezedből a harctérre tesz.                 |
| Wailing Soul       | 4          | 3      | 5    | Battlecry: Silence-eli az összes többi lényedet.                                                  |
| Webspinner         | 1          | 1      | 1    | Deathrattle: Kapsz egy Beast kártyát a kezedbe, véletlenszerűen kiválasztva.                      |
| Zombie Chow        | 1          | 2      | 3    | Deathrattle: Gyógyít 5-öt az ellenfél hősének.                                                    |